# Ngải Vị Vị
Ngải Vị Vị (chữ Hán: 艾未未, phiên âm: Ai Weiwei) sinh ngày 28 tháng 8 năm 1957, là một nghệ sĩ, nhà hoạt động, và nhà triết học người Hoa hoạt động tích cực trong lĩnh vực kiến trúc, nhiếp ảnh, phim ảnh, phê bình văn hoá và xã hội. Ông đã hợp tác với các kiến trúc sư Thuỵ Sĩ Herzog & de Meuron với tư cách là cố vấn nghệ thuật cho công trình Sân vận động Quốc gia Bắc Kinh xây trong sự kiện thế vận hội 2008. Bên cạnh lĩnh vực nghệ thuật, ông còn tham gia điều tra tham nhũng và các hoạt động ngầm của chính phủ Trung Quốc. Ông đặc biệt quan tâm tới việc phơi bày các vụ scandal tham nhũng trong việc xây dựng các trường học ở Tứ Xuyên bị sập đổ trong động đất Tứ Xuyên 2008. Ông chú trọng việc sử dụng Internet để liên lạc với mọi người ở khắp Trung Quốc, đặc biệt là với thế hệ trẻ. Ngày 3 tháng 4 năm 2011, công an Trung Quốc đã bắt giữ ông tại sân bay Bắc Kinh và xưởng vẽ của ông ở thủ đô bị niêm phong trong một hành động cảnh cáo rõ ràng của chế độ với các nhà hoạt động và bất đồng chính kiến.

## Cuộc đời và công việc
Cha của Ngải Vị Vị là nhà thơ Trung Quốc Ngải Thanh, ông bị tố giác trong Phong trào chống cánh hữu và năm 1958 bị gửi đi một trại lao động ở Tân Cương cùng với người vợ, Cao Anh (高瑛 Gao Ying). Ngải Vị Vị lúc đó mới một tuổi và sống ở Thạch Hà Tử (Tân Cương) trong 16 năm. Năm 1975, gia đình trở về Bắc Kinh. Ngài Vị Vị kết hôn với nghệ sĩ Lộ Thanh (路青 Lu Qing).